# Hoher Ransen
Der Hohe Ransen (auch: Hoher Ransenberg) ist ein 593 m ü. NHN hoher Berg im Sauerland. Er stellt die östliche Fortsetzung des Lennegebirges dar, von dessen Hauptteil er durch das Tal der Wenne abgetrennt ist. Er erhebt sich südlich von Calle, einem Ortsteil von Meschede, und nordöstlich von Wenholthausen, einem Ortsteil von Eslohe. An seinem Südhang liegt der Weiler Oesterberge, weiter östlich befindet sich die Hennetalsperre. Nennenswerte Nebengipfel sind:
- Markshöhe (591 m) im Südwesten mit Sendemast, Gleitschirmstartplatz und Aussichtsstelle
- Hömberg (580 m) im Nordosten
- Braberg (576 m) im Westen

Das ehemals dicht bewaldete Gebiet wurde durch den Orkan Kyrill 2007 und die trockenen Sommer der Folgejahre geschädigt, sodass heute Kahlschläge das Gelände prägen. Wegen seines bewegten Reliefs wird das Gebiet um den Hohen Ransen auch Caller Schweiz genannt. Es wird von mehreren Rundwanderwegen touristisch erschlossen.
Ende 2024 wurde mit dem Bau von bis zu neun modernen Windkraftanlagen im Bereich des zu Meschede gehörenden Teils des Hohen Ransens begonnen.

Blick von der Aussichtsstelle an der Markshöhe über das Sauerland